# Araneus pistiger
Araneus pistiger este o specie de păianjeni din genul Araneus, familia Araneidae, descrisă de Simon, 1899. Conform Catalogue of Life specia Araneus pistiger nu are subspecii cunoscute.